# Castelo de Dunstanburgh
O Castelo de Dunstanburgh (em inglês: Dunstanburgh Castle) é o maior castelo da Northumberland, no norte da Inglaterra, situando-se num espectacular promontório da costa, entre as aldeias de Craster e Embleton.
O local mostra vestígios de ocupação humana muito anterior à edificação do castelo, iniciada em 1313 por Tomás Plantageneta, 2º Conde de Lencastre.

## História

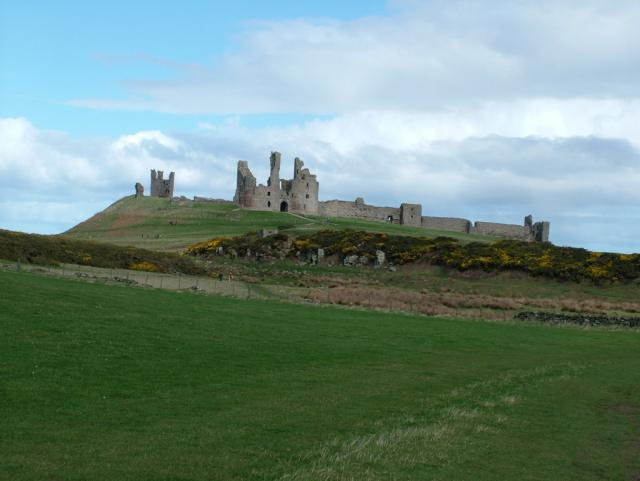
Vista geral das ruínas do Castelo de Dunstanburgh.

Evidências recentes sugerem que o lugar onde se ergue o castelo foi ocupado em tempos pré-históricos: no entanto, os principais vestígios datam do século XIV. Em 1313, o Conde Tomás de Lencastre, primo de  Eduardo II de Inglaterra, começou a construção duma sólida fortaleza. No momento da sua execução, em 1322, o castelo estava praticamente acabado. João de Gante, enquanto Duque de Lencastre, melhorou o castelo no final do século XIV.
O castelo não desempenhou um papel significativo na luta fronteiriça contra a Escócia. No decorrer da Guerra das Rosas o castelo foi tomado pelos lancastrianos em 1462 e 1464. Os danos causados não lhe fizeram bem, tendo o castelo entrado progressivamente em decadência. Um registo de 1538 mencionava-o como sendo uma "muito ruinosa casa e de pouca força" ("very reuynus howsse and of smalle strength"), enquanto uma outra fonte, de 1550, o descreve como estando numa "maravilhosa grande decadência" ("wonderfull great decaye"). A estrutura continuou a deteriorar-se, tendo sido espoliado de pedra para a construção de outros edifícios na região.
O seu último proprietário privado, Sir Arthur Sutherland, doou o castelo ao Ministério do Trabalho em 1929. Actualmente, a estrutura é pertença do Instituto Nacional de Lugares de Interesse Histórico ou Beleza Natural (National Trust for Places of Historic Interest or Natural Beauty) e está aos cuidados do English Heritage. É um Monumento Antigo Catalogado (Scheduled Ancient Monument) e um listed building classificado com o Grau I. Situa-se dentro da Área de Notável Beleza Natural da Costa da Northumberland.
William Turner pintou Dunstanburgh muitas vezes, levantando-se habitualmente de madrugada para fazê-lo.

### Descrição

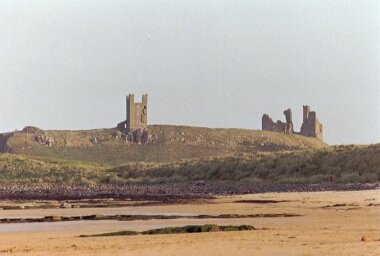
O Castelo de Dunstanburgh com a Lilburn Tower ao centro; à direita fica a torre da portaria; à esquerda a falésia cai a pique.

O castelo ocupa um proeminente promontório cerca de 1,6 km (1 milha) a norte de Craster. No lado sul existe uma suave inclinação em direcção ao castelo. A abordagem norte é muito mais acentuada e o perímetro setentrional chega a Embleton Bay formando um penhasco de 46 metros (150 pés). O próprio promontório é parte do Grande Whin Sill, uma formação geológica que se alonga através da Northumberland.
Existem sinais da prática de cultivo medieval conhecida por rig-and-furrow nas encostas próximo do castelo - possível evidência de cultivo de subsistência praticado pelos habitantes dos castelo.

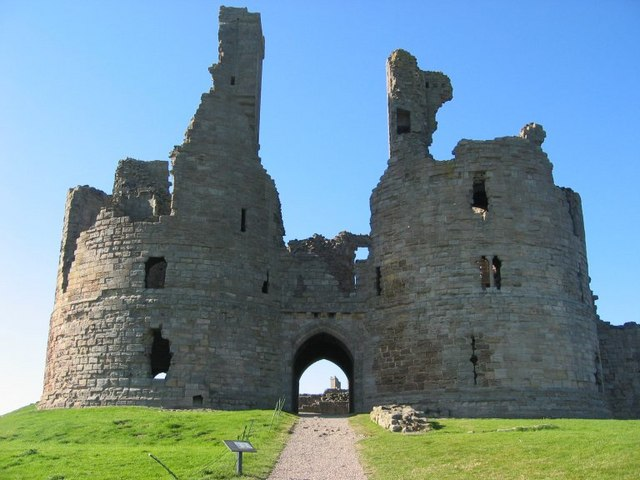
Os restos da sólida portaria.

O actual castelo encerra todos os 11 acres (4,5 ha) do promontório. A abordagem sul é protegida por uma longa muralha de cintura pontuada por duas torres rectangulares (as torres Constable e Egyncleugh), duas torretas e uma grande portaria com torres geminadas no canto oeste. A partir da portaria, a muralha corre para norte ao longo do topo da colina até uma torre do relógio, conhecida como Lilburn Tower.
As torres geminadas da portaria serviam como principal bloco residencial do castelo. Sob João de Gante, a passagem da portaria foi bloqueada e a entrada do castelo corria em volta para a esquerda através duma muralha e torre, dando à portaria uma mais segura torre de menagem tradicional. A área traseira das torres geminadas da portaria estava encerrada num pátio por muralhas e torre que formavam um campo interior com acesso pelo lado leste.

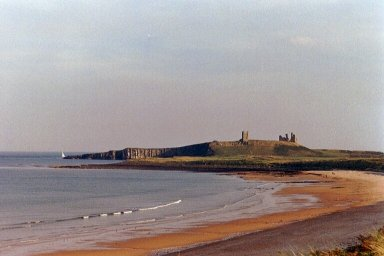
O Castelo de Dunstanburgh, na Costa da Northumberland.

Composto por duas altas torres em forma de D, a torre de menagem-portaria é uma obra prima do desenho de castelos do século XIV. Cada torre tinha quatro andares e estava originalmente coberta por quatro torretas situadas a cerca de 24 metros (80 pés) do nível do chão. A longa passagem era protegida por portões em cada extremo e duas guaritas de soldados alinham a passagem ao nível do chão. No primeiro andar, a portaria era dividida em três salas, com a sala central controlando o mecanismo do portcullis. No segundo andar acima do nível do chão existia uma grande sala que percorria toda a profundidade da portaria, compreendendo um hall e câmaras. A distribuição dos outros andares situados acima não sobreviveu.
O castelo tinha um alto padrão de maçonaria, conforto e desenho, destinando-se, provavelmente, a servir de habitação ao Conde Tomás e a toda a sua comitiva. Câmaras residenciais bem iluminadas, providas de lareiras, podem ser encontradas nas torres Lilburn e Constable, assim como na portaria. A larga, e aparentemente não usada, terra situada no meio do castelo deve ter servido como uma área de alojamento para as tropas.
Achados recentes sugerem que deve ter existido um adicional recinto defensivo do castelo, o quel encerrava o terreno baixo plano situado em volta do forte principal. Foram encontradas evidências duma muralha com origem a norte, próximo da Lilburn Tower, que se estendia em volta, no sentido oposto aos ponteiros do relógio, para a costa a leste, onde deve ter existido um porto medieval.